# Les Lèches
Les Lèches település Franciaországban, Dordogne megyében. Lakosainak száma 383 fő (2022. január 1.). Les Lèches Mussidan, Lunas, Bosset, Bourgnac, Église-Neuve-d’Issac, Eyraud-Crempse-Maurens, Saint-Géry és Saint-Médard-de-Mussidan községekkel határos.

## Népesség
A település népességének változása:
| Lakosok száma | 324  | 257  | 306  | 308  | 354  | 363  | 368  | 370  | 379  | 383  |
|               | 1968 | 1982 | 1990 | 2006 | 2013 | 2015 | 2017 | 2019 | 2020 | 2022 |